# Cheyenne Kimball
Cheyenne Nicholle Kimball (Frisco, Texas, 27 de julho de 1990) é uma cantora norte-americana já participou de um concurso de canto quando criança promovido pela NBC, e ficou em primeiro lugar.
Seu primeiro CD (The Day Has Come), lançado pela gravadora Sony/Epic chegou às lojas em 11 de Julho de 2006, e seu primeiro single de trabalho foi a música "Hanging On".
Cheyenne estreou em Maio, na MTV Americana, o reality-show "CHEYENNE", que mostra a vida e o dia-a-dia da cantora.
Em 2008 se juntou ao grupo de música country Gloriana.

## Álbuns
Carreira solo
- 2006 - The Day Has Come

Gloriana
- 2009 - Gloriana